# Henry Stickmin Collection
The Henry Stickmin Collection es un Juego de computadora de Point-and-click. Su creador fue Marcus Bromander, fue publicado por el estudio independiente Innersloth. El juego es una colección de juegos sobre el Personaje Henry Stickmin, Que Bromander creó en Adobe Flash y publicó previamente en los Sitios web Newgrounds y Stickpage. El juego fue lanzado el 7 de agosto de 2020 para Windows y MacOS.

## Jugabilidad y trama
El juego incluye Remakes de los juegos Breaking the Bank, Escaping the Prison, Stealing the Diamond, Infiltrating the Airship y Fleeing the Complex, Así como el juego Completing the Mission, que fue desarrollado exclusivamente para Henry Stickmin Collection. El jugador asume el papel de Henry Stickmin, un muñeco de palo. Henry realiza diferentes acciones dependiendo de las decisiones del jugador, Al jugador se le ofrecen al menos dos opciones. Dependiendo de la opción elegida, Henry tendrá éxito y superara la situación o escenario, o fracasará, momento en el que se le presentará al jugador una animación única, generalmente acompañada de un chiste o comentario sobre la opción elegida. El jugador no será penalizado si falla un escenario y podrá repetir la selección. En total hay alrededor de 350 fallos por conseguir en el juego.

### Breaking the Bank
Breaking the Bank (publicado por primera vez el 27 de agosto de 2008) actúa como prólogo de  la serie de Henry Stickmin. Allí, Henry Stickmin intenta entrar en un banco utilizando ciertos objetos. Hay seis elementos para elegir, pero todos ellos están diseñados para resultar en un fracaso, incluida la bolsa, donde Henry se esconde para ser transportado al banco en una camioneta de transporte de efectivo, esto realmente le permite a Henry ingresar al banco, pero después de liberarse de la bolsa, es detectado por los rayos infrarrojos de la caja fuerte y es arrestado inmediatamente por la policía.

### Escaping the Prison
Escaping the Prison (publicado por primera vez el 11 de agosto de 2010) actúa como la primera entrega oficial de Henry Stickmin. Después del arresto de Henry en el banco, termina en prisión. Un tiempo después, Henry recibe un paquete que el servicio de seguridad de la prisión olvidó revisar de antemano. Cuando Henry abre este paquete, hay un pastel con un artículo que se supone que ayudará a Henry a salir de prisión. El jugador puede elegir entre seis elementos diferentes para alcanzar un total de tres finales diferentes.

### Stealing the Diamond
Stealing the Diamond (publicado por primera vez el 8 de julio de 2011) actúa como la segunda parte de la serie Henry Stickmin. Después de escapar de la prisión, Henry ve un museo que exhibe un "Diamante tunecino" en la Televisión y planea robarlo. Hay tres formas de robar el diamante.

### Infiltrating the Airship
Infiltrating the Airship (publicado por primera vez el 27 de mayo de 2013) actúa como la tercera entrega de la serie Henry Stickmin. Después de los eventos de Stealing the Diamond, Henry es secuestrado por el gobierno y se despierta en un helicóptero. El capitán Hubert Galeforce y el Piloto de helicóptero Charles Calvin, le cuentan a Henry sobre el Toppat Clan (basado en el término Top Hat), una organización criminal. Al gobierno le gustaría arrestar al Toppat Clan, pero no hay pruebas que respalden el arresto. Junto con Henry, ambos quieren infiltrarse en la aeronave del Toppat Clan para obtener materiales incriminatorios. Hay cuatro formas de acceder al dirigible. Asimismo, hay un total de cuatro finales diferentes (en realidad hay cinco finales, pero uno de ellos es un final falso que resulta en un fracaso).

### Fleeing the Complex
Fleeing the Complex (publicado por primera vez el 12 de noviembre de 2015) actúa como la cuarta entrega de la serie Henry Stickmin. Después de los acontecimientos de Infiltrating the Airship, Henry es arrestado nuevamente y llevado al Muro, un complejo de detención de alta seguridad. Dmitri Petrov, el guardián del Muro, garantiza a Henry que permanecerá allí durante mucho tiempo. El secuaz de Dmitri, Gregori, escolta a Henry a una celda de transferencia. Desde allí, el jugador puede elegir cuatro formas de escapar del muro. Hay cinco finales diferentes en total.

### Completing the Mission
Completing the Mission actúa como la quinta y última entrega de la serie Henry Stickmin.  A diferencia de los otros juegos de la serie de Henry Stickmin, el jugador puede crear nuevos escenarios con los diferentes finales de Infiltrating the Airship y Fleeing the Complex. Hay 15 escenarios diferentes con 16 finales diferentes posibles. En este juego, el Toppat Clan tiene una estación orbital que, según el escenario, ya está en el espacio o todavía en la plataforma de lanzamiento. Dependiendo del escenario, Henry trabaja para el gobierno, para el Toppat Clan, Junto con Ellie Rose, una conocida de Fleeing the Complex, o simplemente para sí mismo. Las motivaciones también varían de un escenario a otro. O bien Henry tiene que impedir  el lanzamiento de la estación o simplemente quiere robarle algo valioso de nuevo.

## Alusiones
La colección Henry Stickmin incluye muchas referencias a Juego de computadoras, Series de televisión, Películas y otros medios específicos. Juegos como The Legend of Zelda, Minecraft, Ace Attorney, L.A. Noire, Fallout, Metal Gear Solid, Half-Life, ⁣Sid Meier's Civilization, Mario Party y muchos más son referenciados en ciertos escenarios. Las series de televisión a las que se hace referencia  en el juego incluyen It's Always Sunny in Philadelphia, Futurama, South Park, Better Call Saul, ⁣King of the Hill, Padre de familia, ⁣Bob Esponja, The Magic School Bus, ⁣entre otros. Además, Memes de Internet como YU NO,  ¡Do a barrel roll! (conocido por el videojuego Star Fox 64) y Shoop da Whoop son referenciados en varios escenarios del juego.
El jugador tiene la oportunidad de recolectar personajes del juego de computadora Among Us durante las escenas de Completing the Mission y el juego es referenciado nuevamente en una falla.  Además, el mapa Airship de Among Us está basado en el dirigible del clan Toppat de Infiltrating the Airship.
Muchas de las referencias que estaban presentes en las versiones originales de los juegos individuales tuvieron que cambiarse en la colección debido a razones de Derechos de autor. Por ejemplo, los pantalones Techno, conocidos por la serie de películas animadas Wallace y Gromit, tuvieron que ser transformados en los "Robo Pants". Una cita de la película Space Jam también tuvo que ser eliminada por completo de la colección.

## Desarrollo
los primeros cinco juegos de la serie Henry Stickmin se programaron individualmente y se lanzaron en Adobe Flash en diferentes momentos. El desarrollo del sexto juego de Henry Stickmin comenzó antes de noviembre de 2016. Unos meses más tarde, Bromander anunció que también mejoraría los otros juegos de la serie Henry Stickmin y los lanzaría todos en un solo juego en la plataforma de distribución de internet Steam. El primer juego de la serie, Breaking the Bank, tendrá una remasterización completa porque Bromander sintió que era demasiado antiguo. Además, el sexto juego, llamado Completing the Mission, será la última entrega de la serie Henry Stickmin. Según Bromander, Completing the Mission será tres veces más grande que Fleeing the Complex.
El 26 de julio de 2019, se lanzó el tráiler del juego en YouTube. en julio de 2020, Bromander anunció la fecha de lanzamiento y, después de más de tres años de desarrollo, el juego se lanzó el 7 de agosto de 2020.
A finales del año 2020, Adobe dejó de actualizar Flash Player. Sin embargo, todavía es posible jugar todos los juegos de la serie Henry Stickmin  lanzados anteriormente en Newgrounds a través del Emulador Ruffle.
Henry Stickmin Collection es compatible con Steam Deck desde abril de 2022.

## Recepción
El juego recibió una calificación de usuario de 8,7 en Metacritic y más de 37 mil críticas positivas en Steam. En el sitio web IMDb el juego recibió una calificación de 8,5/10.

## Enlaces web
- Sitio web oficial
- La colección de Henry Stickmin en MobyGames